# 뱀파이어 키스
뱀파이어 키스(Vampire's Kiss)는 미국에서 제작된 로버트 비어맨 감독의 1989년 코미디, 판타지, 공포 영화이다. 니콜라스 케이지 등이 주연으로 출연하였고 존 델리 등이 제작에 참여하였다.

## 출연

### 주연
- 니콜라스 케이지
- 마리아 콘치타 알론소

### 조연
- 제니퍼 빌즈
- 엘리자베스 애슐리
- 카시 레몬즈
- 밥 루한
- 제시카 런디
- 자니 워커
- 보리스 레스킨
- 존 마이클 히긴즈
- 조디 마켈
- 마크 코폴라
- 데이빗 하이드 피어스
- 에이미 스틸러
- 헬렌 로이드 브리드
- 질 게츠비
- 렉스 로빈스
- 로버트 도프만
- 윌리엄 디 어커티스
- 데이빗 홀브룩
- 야니 스피니아스
- 로빈 놀
- 자크 샌더레스쿠
- 스티븐 첸
- 셰릴 헨리
- 허쉘 로즌
- 레지 록 바이스우드
- 존 엡퍼슨
- 제리 렉터
- 조나돈 젠트리
- 데비 로천
- 마이클 노울즈

## 제작진
- 라인프로듀서: 마이클 토머스
- 라인프로듀서: 마이클 토머스
- 협력프로듀서: 매튜 페로
- 협력프로듀서: 마샤 슐먼
- 미술: 크리스토퍼 뉴아크
- 세트: 재클린 제이콥슨 스카포
- 의상: 이렌느 앨브라이트
- 배역: 마샤 슐먼